# Eneloop
Eneloop é uma marca de bateria recarregável criada pela fabricante japonesa Sanyo. 

## Panasonic Eneloop
No 1º semestre de 2013, a Panasonic incorporou a marca Eneloop (criada pela Sanyo). A Panasonic aproveitou o momento para lançar novos modelos das pilhas da linha Eneloop, com maior capacidade de recarga.

## Nova Eneloop Convencional (pilha branca)
A nova Eneloop convencional da 4ª geração, modelo BK-4MCC, suporta 2100 recargas. A versão anterior da 3ª geração, modelo HR-3UTGB, suporta 1800 cargas.

## Eneloop lite
A Eneloop lite, modelos BK-4LCC e BK-3LCC, pode ser recarregada 3000 vezes.